# 히로오카시모노촌
히로오카시모노촌(일본어: 弘岡下ノ村)은 일본 고치현 아가와군에 설치된 촌이다. 

## 참고 문헌
- 角川日本地名大辞典編纂委員会,『角川日本地名大辞典 39 高知県』1983, 角川書店